# Campionati mondiali di nuoto in vasca corta 2022 - 100 metri dorso maschili
La gara dei 100 metri dorso maschili dei campionati mondiali di nuoto in vasca corta 2022 si è svolta il 13 e 14 dicembre 2022. Al mattino del 13 dicembre si sono svolte le batterie e nella serata le semifinali, mentre la finale si è disputata nel pomeriggio del 14 dicembre.

## Podio
| Pos.    | Atleta       | Nazione     |
| ------- | ------------ | ----------- |
| Oro     | Ryan Murphy  | Stati Uniti |
| Argento | Lorenzo Mora | Italia      |
| Bronzo  | Isaac Cooper | Australia   |

## Record
Prima della manifestazione il record del mondo (RM) e il record dei campionati (RC) erano i seguenti.
|  | 48"33 | Coleman Stewart | 29 agosto 2021 Napoli  |
|  | 48"95 | Stanislav Donec | 19 dicembre 2010 Dubai |

Durante la competizione è stato migliorato il seguente record:
|  | 48"50 | Ryan Murphy |

## Risultati

### Batterie
| Pos. | Batteria | Corsia | Atleta                   | Nazionalità             | Tempo        | Note |
| ---- | -------- | ------ | ------------------------ | ----------------------- | ------------ | ---- |
| 1    | 4        | 4      | Ryan Murphy              | Stati Uniti             | 49"34        | Q    |
| 2    | 5        | 3      | Mewen Tomac              | Francia                 | 49"99        | Q    |
| 3    | 6        | 3      | Apostolos Christou       | Grecia                  | 50"01        | Q    |
| 4    | 3        | 4      | Thierry Bollin           | Svizzera                | 50"10        | Q    |
| 5    | 6        | 5      | Kacper Stokowski         | Polonia                 | 50"14        | Q    |
| 6    | 3        | 2      | Isaac Cooper             | Australia               | 50"16        | Q    |
| 7    | 5        | 4      | Lorenzo Mora             | Italia                  | 50"18        | Q    |
| 8    | 6        | 6      | Yohann Ndoye-Brouard     | Francia                 | 50"21        | Q    |
| 9    | 6        | 2      | Pieter Coetze            | Sudafrica               | 50"26        | Q    |
| 10   | 4        | 6      | Ole Braunschweig         | Germania                | 50"37        | Q    |
| 10   | 5        | 5      | Ryōsuke Irie             | Giappone                | 50"37        | Q    |
| 12   | 5        | 6      | Tomáš Franta             | Rep. Ceca               | 50"60        | Q    |
| 13   | 4        | 3      | Luke Greenbank           | Gran Bretagna           | 50"72        | Q    |
| 14   | 5        | 7      | Ksawery Masiuk           | Polonia                 | 50"84        | Q    |
| 15   | 4        | 2      | Markus Lie               | Norvegia                | 50"89        | Q    |
| 16   | 3        | 7      | Marek Ulrich             | Germania                | 50"92        | Q    |
| 17   | 4        | 8      | Hunter Armstrong         | Stati Uniti             | 50"93        |      |
| 18   | 4        | 5      | Javier Acevedo           | Canada                  | 50"97        |      |
| 19   | 4        | 7      | Daiki Yanagawa           | Giappone                | 50"99        |      |
| 20   | 4        | 1      | Ng Cheuk Yin             | Hong Kong               | 51"30        |      |
| 21   | 3        | 1      | João Costa               | Portogallo              | 51"34        |      |
| 22   | 6        | 7      | Bradley Woodward         | Australia               | 51"35        |      |
| 23   | 5        | 8      | Wang Gukailai            | Cina                    | 51"85        |      |
| 24   | 6        | 1      | Zac Dell                 | Nuova Zelanda           | 51"98        |      |
| 25   | 5        | 2      | Armin Evert Lelle        | Estonia                 | 52"39        |      |
| 26   | 3        | 5      | Ģirts Feldbergs          | Lettonia                | 52"44        |      |
| 27   | 6        | 8      | Rasmin Oğulcan Gör       | Turchia                 | 52"54        |      |
| 28   | 6        | 4      | Robert Glință            | Romania                 | 52"65        |      |
| 29   | 2        | 6      | Chuang Mu-lun            | Taipei cinese           | 52"79        |      |
| 30   | 5        | 1      | Yeziel Morales           | Porto Rico              | 52"92        |      |
| 31   | 3        | 6      | Kaloyan Levterov         | Bulgaria                | 53"22        |      |
| 32   | 3        | 8      | Maximillan Wilson        | Isole Vergini Americane | 53"23        |      |
| 33   | 3        | 3      | Charles Hockin           | Paraguay                | 53"88        |      |
| 34   | 2        | 4      | Merdan Ataýew            | Turkmenistan            | 55"04        |      |
| 35   | 2        | 3      | Yazan Al-Bawwab          | Palestina               | 55"23        |      |
| 36   | 2        | 5      | Abdellah Ardjoune        | Algeria                 | 55"54        |      |
| 37   | 2        | 7      | Alan Koti Lopeti Uhi     | Tonga                   | 57"39        |      |
| 38   | 2        | 2      | Abdalla El-Ghamry        | Qatar                   | 58"72        |      |
| 39   | 1        | 4      | Carel Van Melvin Irakoze | Burundi                 | 1'02"86      |      |
| 40   | 1        | 5      | Mohamed Rihan Shiham     | Maldive                 | 1'07"35      |      |
| DSQ  | 2        | 1      | Mohamad Zubaid           | Kuwait                  | Squalificato |      |
| DNS  | 1        | 3      | Abobakr Abass            | Sudan                   | Non partito  |      |

### Semifinali
| Pos. | Batteria | Corsia | Atleta               | Nazionalità   | Tempo | Note |
| ---- | -------- | ------ | -------------------- | ------------- | ----- | ---- |
| 1    | 2        | 4      | Ryan Murphy          | Stati Uniti   | 49"17 | Q    |
| 2    | 2        | 3      | Kacper Stokowski     | Polonia       | 49"33 | Q    |
| 3    | 2        | 6      | Lorenzo Mora         | Italia        | 49"57 | Q    |
| 4    | 2        | 5      | Apostolos Christou   | Grecia        | 49"66 | Q    |
| 5    | 1        | 6      | Yohann Ndoye-Brouard | Francia       | 49"78 | Q    |
| 6    | 2        | 2      | Pieter Coetze        | Sudafrica     | 49"85 | Q    |
| 7    | 1        | 3      | Isaac Cooper         | Australia     | 50"01 | Q    |
| 7    | 1        | 4      | Mewen Tomac          | Francia       | 50"01 | Q    |
| 9    | 2        | 7      | Ryōsuke Irie         | Giappone      | 50"08 |      |
| 10   | 1        | 5      | Thierry Bollin       | Svizzera      | 50"33 |      |
| 11   | 1        | 7      | Tomáš Franta         | Rep. Ceca     | 50"39 |      |
| 12   | 1        | 2      | Ole Braunschweig     | Germania      | 50"55 |      |
| 13   | 2        | 8      | Markus Lie           | Norvegia      | 50"67 |      |
| 14   | 2        | 1      | Luke Greenbank       | Gran Bretagna | 50"81 |      |
| 15   | 1        | 1      | Ksawery Masiuk       | Polonia       | 51"01 |      |
| 16   | 1        | 8      | Marek Ulrich         | Germania      | 51"12 |      |

### Finale
| Pos. | Corsia | Atleta               | Nazionalità | Tempo | Note |
| ---- | ------ | -------------------- | ----------- | ----- | ---- |
|      | 4      | Ryan Murphy          | Stati Uniti | 48"50 |      |
|      | 3      | Lorenzo Mora         | Italia      | 49"04 |      |
|      | 1      | Isaac Cooper         | Australia   | 49"52 |      |
| 4    | 7      | Pieter Coetze        | Sudafrica   | 49"60 |      |
| 5    | 6      | Apostolos Christou   | Grecia      | 49"68 |      |
| 6    | 5      | Kacper Stokowski     | Polonia     | 49"74 |      |
| 7    | 8      | Mewen Tomac          | Francia     | 49"94 |      |
| 8    | 2      | Yohann Ndoye-Brouard | Francia     | 50"01 |      |